# Amalda procera
Amalda procera is een slakkensoort uit de familie van de Ancillariidae. De wetenschappelijke naam van de soort is voor het eerst geldig gepubliceerd in 1991 door Ninomiya.